# Johann Theodor Benjamin Helfrecht
Johann Theodor Benjamin Helfrecht (* 7. März 1753 in Hof; † 24. August 1819 in Höchstädt) war Pädagoge am Hofer Gymnasium und Autor vieler Werke zur Heimatforschung.

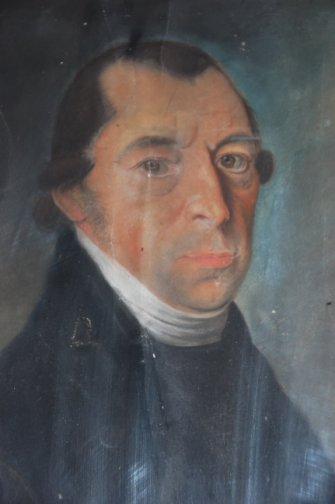
Ölgemälde von Johann Theodor Benjamin Helfrecht

## Leben
Helfrecht wurde am 7. März 1753 als Sohn von Thomas Erdmann (ebenfalls Rektor) und Maria Margaretha, der Tochter des Amtsvogtes Hoenicka in Schauenstein, geboren. Nach einer Grundausbildung durch seinen Vater besuchte er die sechste Klasse des Hofer Gymnasiums und bekam nebenbei fünf Jahre Privatunterricht durch den Superintendenten Seidel. Dieser nahm ihn wegen seines Fleißes und seiner Sittlichkeit als Famulus in sein Haus auf. Nachdem er 4½ Jahre herausragende Leistungen erbracht hatte, lieferte er seine Abschlussarbeit De supplicatione in diem dominicam XVII. post trinitatis per terras in Franco-Brandenburgicas edicta (Von dem für den 17. Sonntag nach Trinitatis in allen brandenburgisch-fränkischen Gebieten angeordneten Gebetstag) ab und ging nach Erlangen, wo er ein Stipendium erhielt. Nach drei Jahren wechselte er an die Universität Leipzig, an der er ebenfalls Theologie studierte. Nach abgeschlossenem Studium bezog er die Stelle eines Hauslehrers im Ostenischen Waisenhaus in Hof. Nach dem Tod seines Vaters wollte er dessen Stelle als deutscher Schulmeister übernehmen, wechselte aber auf Geheiß des damaligen Bürgermeisters Barnickel an das Gymnasium, wo er am 18. April 1781 die Stelle des Quartus, des vierten Lehrers, annahm und am 23. April verpflichtet wurde. Nach dem Tode des damaligen Organisten Scheunenstuhl wurden ihm auch dessen Pflichten übertragen. Am 13. Oktober 1791 schließlich übernahm er das tertiat, die Stelle des dritten Lehrers. Nach dem Tod des damaligen Konrektors Kapp bekam Helfrecht dessen Stelle am 9. Oktober 1793 und wurde am 18. Oktober darauf verpflichtet.
Als Rektor Kirsch aus Hof wegzog, wurde Helfrecht am 23. November 1795 als Rektor verpflichtet. Seine Vorgänger waren Paul Daniel Longolius und Georg Wilhelm Kirsch.
Wegen seiner Verdienste in der Forschung wurde er 1797 von der Naturforschenden und mineralogischen Gesellschaft zu Jena als Ehrenmitglied aufgenommen und im Jahr 1804 erhielt er den Magister Philosophiae. 1808 übernahm er die Pfarrstelle in Höchstädt in der Superintendentur Wunsiedel, wo er am 24. August 1819 verstarb.

## Wirken und Verdienste

Ehemaliges Franziskanerkloster am Jean-Paul-Gymnasium Hof

Karte der Burg Thierstein aus Helfrechts Werk Ruinen, Alterthümer und noch stehende Schlösser auf und an dem Fichtelgebirge. Ein Versuch. von 1795

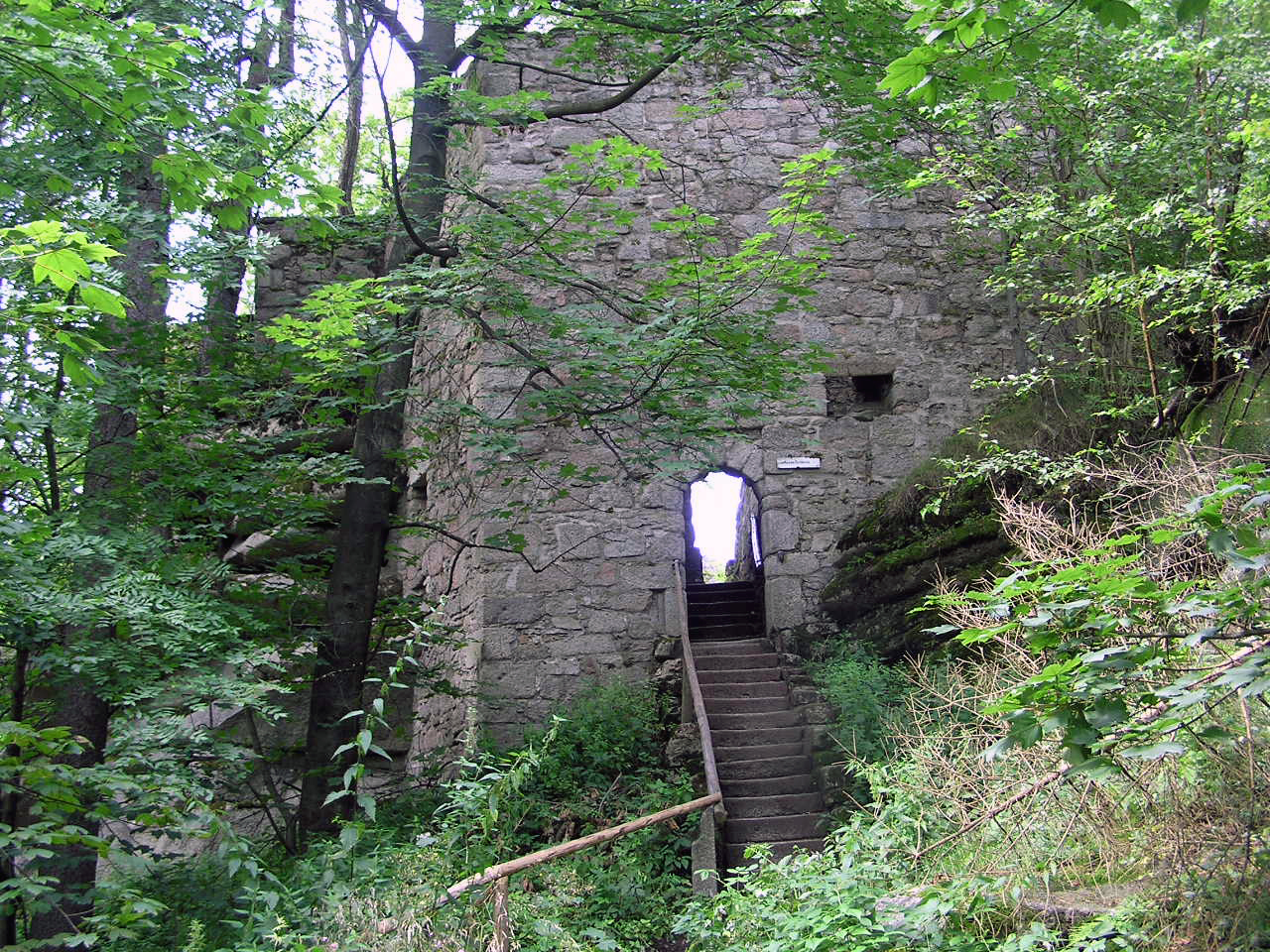
Aufgang zur Westburg am Großen Waldstein. Helfrecht bezeichnete sie fälschlicherweise als Rotes Schloss

### Rettung der Bibliothek des Hofer Gymnasiums (Gymnasium Albertinum)
Helfrecht bewahrte 1795 die historische Schulbibliothek des Gymnasiums Albertinum, heute Jean-Paul-Gymnasium Hof, die sich bis dahin in den Gemäuern der Hofer Klosterkirche befunden hatte, vor der Vermoderung, indem er alle Werke in seine eigene Wohnung brachte. Dort reinigte und katalogisierte er die Bücher, die er schließlich in trockenen Räumen lagerte. Zu dieser Zeit bestand in der Stadt noch die kleine Ratsbibliothek, die Helfrecht bei dieser Gelegenheit mit dem Bestand der Schulbibliothek vereinigte.

### Verdienste in der Heimatforschung
Helfrecht gilt als Verfasser von 42 Schriften, deren Thematik sowohl die Heimatkunde als auch die Philosophie umfasst. Für seine Veröffentlichung Ruinen, Alterthümer und noch stehende Schlösser auf und an dem Fichtelgebirge fertigte Helfrecht Ende des 18. Jahrhunderts Grundrisse und Ansichtszeichnungen der Ruinen und Burgen im Fichtelgebirge an, die zum Teil die frühesten Ansichten darstellen. Zu den von ihm untersuchten Burgen gehören die Burgen von Berneck, Burg Epprechtstein, die verschwundene Burg Rudolfstein, Burg Thierstein und die Waldsteinburg. Sein Zeitgenosse Johann Christoph Stierlein beschäftigte sich zur gleichen Zeit mit diesen Burgruinen und stellte erste topografische Burgenkarten her. Beide Pioniere dienten späteren Forschern, wie Karl Dietel, als Verfasser grundlegender Abhandlungen. Von ihm stammte die erste Beschreibung der Alexander-von-Humboldt-Höhle.

### Untersuchung des „Roten Schlosses“
Im Jahre 1795 erschien Helfrechts Werk Ruinen, Alterthümer..., in dem er auch auf die Waldsteinburg am Großen Waldstein einging. Er bezeichnete den Wehrbau als „Rotes Schloss“ und führte dies auf die roten Dachschindeln, die man noch heute auf dem Gipfel des Waldsteins finden kann, zurück. Er vermutete, dass diese Ziegel zum ursprünglichen Dach der im Fränkischen Krieg 1523 zerstörten Burg gehörten. Sie wurden allerdings erst knapp 200 Jahre im Zuge des Spanischen Erbfolgekrieges auf dem ehemaligen Torhaus der Wehranlage angebracht, in dem man damals eine Wache unterbrachte. Bei den Bewohnern des Fichtelgebirges ist die Burg allerdings bis heute als Rotes Schloss bekannt, was die Bedeutung von Helfrechts Werk verdeutlicht.

## Schriften
- Ruinen, Alterthümer und noch stehende Schlösser auf und an dem Fichtelgebirge. Ein Versuch. Bey Gottfried Adolph Grau, Hof 1795, (Digitalisat).
- Kurze Anleitung zur deutschen Dichtkunst für die ersten Anfänger. Gedruckt zum Besten der hiesigen Schulbibliothek, und in Commission zu haben in der Grauischen Buchhandlung, Hof 1796, (Digitalisat).
- Versuch einer orographisch-mineralogischen Beschreibung der Landeshauptmannschaft Hof, oder des combinirten Bergamtes Lichtenberg – Lauenstein. Bey G. A. Grau, Hof 1797, (Digitalisat).
- Tycho Brahe, geschildert nach seinen Leben, Meynungen und Schriften. Ein kurzer biographischer Versuch. In Commission zu haben in der Greuischen Buchhandlung, Hof 1798, (Digitalisat).
- Das Fichtelgebirge nach vielen Reisen auf demselben beschrieben. 2 Teile. In Commission bey G. A. Grau, Hof 1799–1800, (Digitalisate: Teil 1, Teil 2).
- Shakal, der schöne Geist. Ein zeitgenössisches Pasquill auf Jean Paul (= Fundstücke. 28). Mit einem Nachwort und einem Namensschlüssel herausgegeben von Dorothea Böck. Wehrhahn, Hannover 2013, ISBN 978-3-86525-312-5.